# Эберхард, Юлиан
Ю́лиан Э́берхард  (нем. Julian Eberhard; род. 9 ноября 1986, Зальфельден-ам-Штайнернен-Мер, Зальцбург) — австрийский биатлонист, серебряный призёр чемпионата Европы 2007 года в эстафете среди юниоров. Младший брат чемпиона Европы по биатлону-2011 Тобиаса Эберхарда. Юлиан известен своей высокой скоростью на трассе, неоднократно на этапах Кубка Европы он показывал лучший лыжный ход в гонках. Завершил карьеру в 2022 году.

## Ранние годы в спорте
Впервые начал серьёзно заниматься биатлоном в 1996 году, через год после Тобиаса. В 2005-2007 годах участвовал в юношеских турнирах. В 2006 году дебютировал в первой сборной Австрии.

## Кубок мира
Ниже представлена таблица выступлений Эберхарда-младшего на этапах Кубка мира. Впервые Юлиан принял участие в этом турнире в сезоне 2008-2009 в Хохфильцене. На втором и третьем этапах он выступал в спринте и в сумме принёс в копилку сборной Австрии 18 очков. Лучшие результаты спортсмена в тех или иных видах программы Кубка мира выделены зелёным.

### Участие на Олимпийских играх
| Год  | Место проведения | Спринт | Гонка преследования | Индивидуальная гонка | Масс-старт | Эстафета | Смешанная эстафета |
| ---- | ---------------- | ------ | ------------------- | -------------------- | ---------- | -------- | ------------------ |
| 2018 | Пхёнчхан         | 4      | 15                  | 17                   | 6          | 4        | 10                 |

### Участие на Чемпионатах мира
| Год  | Место проведения     | Спринт | Гонка преследования | Индивидуальная гонка | Масс-старт | Эстафета | Смешанная эстафета | Сингл-микст |
| ---- | -------------------- | ------ | ------------------- | -------------------- | ---------- | -------- | ------------------ | ----------- |
| 2013 | Нове-Место           | 66     | —                   | —                    | —          | —        | 16                 | N/A         |
| 2015 | Контиолахти          | 44     | 37                  | —                    | —          | —        | —                  | N/A         |
| 2016 | Хольменколлен        | 36     | 26                  | 58                   | —          | 4        | —                  | N/A         |
| 2017 | Хохфильцен           | 7      | 8                   | 14                   | 19         | 3        | —                  | N/A         |
| 2019 | Эстерсунд            | 16     | 19                  | 21                   | 3          | 8        | —                  | —           |
| 2020 | Антхольц-Антерсельва | 26     | 14                  | DNF                  | 9          | 6        | —                  | —           |
| 2021 | Поклюка              | 67     | —                   | 34                   | —          | 10       | —                  | —           |

### Сезон2008—2009
| Этап                  | Гонка       | Место | Очки |
| --------------------- | ----------- | ----- | ---- |
| 2-й этап - Хохфильцен | Спринт      | 36-е  | 5    |
| 3-й этап - Хохфильцен | Спринт      | 28-е  | 13   |
| Общий зачёт           | Общий зачёт | 88-е  | 18   |

### Сезон2009—2010
| Этап        | Гонка                | Место | Очки |
| ----------- | -------------------- | ----- | ---- |
| Антхольц    | Индивидуальная гонка | 36-е  | 5    |
| Общий зачёт | Общий зачёт          | 114-е | 6    |

### Сезон2010—2011
| Этап         | Гонка               | Место | Очки |
| ------------ | ------------------- | ----- | ---- |
| Преске-Айл   | Спринт              | 20-е  | 21   |
| Преске-Айл   | Гонка преследования | 18-е  | 23   |
| Форт-Кент    | Спринт              | 10-е  | 31   |
| Форт-Кент    | Гонка преследования | 15-е  | 26   |
| Форт-Кент    | Масс-старт          | 29-е  | 12   |
| Холменколлен | Спринт              | 22-е  | 19   |
| Холменколлен | Гонка преследования | 31-е  | 10   |
| Общий зачёт  | Общий зачёт         | 47-е  | 142  |

### Сезон2011—2012
| Этап        | Гонка       | Место | Очки |
| ----------- | ----------- | ----- | ---- |
| Контиолахти | Спринт      | 66-е  | 0    |
| Общий зачёт | Общий зачёт | 152-е | 0    |

### Сезон2012—2013
| Этап           | Гонка                | Место | Очки |
| -------------- | -------------------- | ----- | ---- |
| Хохфильцен     | Спринт               | 42-е  | 0    |
| Хохфильцен     | Гонка преследования  | 22-е  | 19   |
| Поклюка        | Спринт               | 12-е  | 29   |
| Поклюка        | Гонка преследования  | 17-е  | 24   |
| Поклюка        | Масс-старт           | 25-е  | 16   |
| Оберхоф        | Эстафета             | 11-е  | -    |
| Оберхоф        | Спринт               | 8-е   | 34   |
| Оберхоф        | Гонка преследования  | 19-е  | 22   |
| Рупольдинг     | Спринт               | 40-е  | 1    |
| Антерсельва    | Спринт               | 38-е  | 3    |
| Антерсельва    | Гонка преследования  | 24-е  | 17   |
| Холменколлен   | Спринт               | 34-е  | 7    |
| Холменколлен   | Гонка преследования  | 26-е  | 15   |
| Сочи           | Индивидуальная гонка | 70-е  | 0    |
| Сочи           | Спринт               | 58-е  | 0    |
| Ханты-Мансийск | Спринт               | 50-е  | 0    |
| Ханты-Мансийск | Гонка преследования  | 31-е  | 10   |
| Общий зачёт    | Общий зачёт          | 40-е  | 197  |

- Сезон 2013-2014

Эберхард начал кубок мира в Остерсунде и закончил в Холменколене за это время Юлиан выиграл гонку преследования в Рупольдинге на кубке Европы. Лучший результат на кубке мира семнадцатое место в гонке преследования в Холменколене на ои 2014 не отобрался
- Сезон 2014-2015

Постолимпийский сезон Юлиан начал в Норвегии на кубке Европы. Сезон получится так себе.
- Сезон 2015-2016

сезон начался для австрийца как обычно. Однако в эстафете в Рупольдинге Юлиан в команде со Светом Гроссергером, Симоном Эдерем и Домиником Ландертингером взяли бронзовую медаль. Эта первая его медаль на кубке мира. Спринте Ханты-Мансийска Эберхард показал отличную скорость и получил первую золотую медаль кубка мира.
- Сезон 2016-2017

На первом этапе кубка мира в Остерсунде в спринте Юлиан занял пятое место, что являлось неплохим результатом. Однако остальные гонки не получились из-за плохой стрельбы. Но на этапе в Оберхофе он выиграл спринт, однако из-за плохой стрельбы выиграть преследования не получилось. На спринте в Рупольдинге Юлиан уступил только Мартену Фуркаду, но следующие гонки были провалены из-за стрельбы. На чм по биатлону 2017 Юлиан в эсттафетеой команде с Даниелем Мезодичем , Симоном Эдерем и Домиником Ландертингером занял третье место, тем самым заработав превую для себя медаль на чемпионатах мира.
На "предолимпийской неделе", в корейском Пхёнчане Эберхард выиграл спринт и занял третье место в преследовании. В эстафете Юлиан занял второе место вместе с Лоренцем Вегером, Симоном Эдером и Домиником Ландертингером.
Завершил сезон на шестом месте в зачете кубка мира.
- Сезон 2017-2018 (до олимпиады)

Олимпийский сезон для Юлиана начался с очень неплохого выступления в индивидуальной гонке. Эберхард показал хорошую стрельбу, поразив 19 мишеней из 20, и стал 4-м. Затем результаты не заладились — одно попадание в десятку за 10 гонок личных гонок, а также 19-е место в эстафете, что является худшим результатом австрийской сборной в истории. Перед олимпиадой в Антхольце биатлонист занял 7-е место в спринте, 10-е в гонке преследование и лишь 29-е место в масс-старте.
- Олимпийские игры 2018

Единственная на данный момент олимпиада для данного спортсмена сложилась довольно неплохо. В первой же гонке, спринтерской, Юлиан показал замечательную скорость, однако на последней стрельбе допустил промах, который отделил его не только от медали, но и от победы, ведь Эберхард уступил победителю гонки Арнду Пайфферу 8.4 секунды, а бронзовому призёру Доминику Виндишу — всего 0.7. Данную гонку можно расценивать как успех, однако Юлиан занял самое обидное на олимпиаде 4-е место. В гонке прселедования повторить успех не получилось — Юлиан допустил 6 промахов и финишировал на 15-м месте. В индивидуальной гонке Юлиан занял 17-е место, поразив 17 из 20 мишеней, а в масс-старте занял 6-е место, где промах на последнем рубеже лишил его возможной медали. В смешанной эстафете Австрия не отличилась, финишировав на 10-м месте. В этой гонке Юлиан бежал заключительный этап. Эстафета была последней баитлонной гонкой на олимпиаде, и Австрия была претендентом на медали. Поначалу гонка шла неплохо — на подходах к 6-му рубежу Юлиан отставал всего 13 секунд, однако из-за сильного ветра он допустил много ошибок и ушёл на два штрафных круга. Австрия финишировала четвёртой.

## Кубок IBU
Куда удачнее, чем на Кубках мира, Эберхард выступает на кубках IBU.
В сезоне Кубок 2008-2009 на этапе в словацком Бресно-Озрбли он занял 14-е место в индивидуальной гонке, а через день 4-е место в спринте. Таким образом, он заработал 60 очков.
Уже через год, Джулиан выиграл две серебряных медали на этапе в От-Марьене, став вторым и в спринте, и в гонке преследования.
Но по-настоящему триумфальным для Эберхарда-младшего стало начало сезона 2012-13. Выиграв оба спринта на этапе в Идре (на одном из них вторым стал Тобиас), Юлиан завоевал золото и в Бейтостоленском спринте.
Всего на этапах кубка IBU Юлиан Эберхард 5 раз поднимался на пьедестал.
Таблица выступлений на кубке IBU:

### Сезон2008-2009
| Этап          | Гонка                | Место | Очки |
| ------------- | -------------------- | ----- | ---- |
| Бресно-Озрбли | Индивидуальная гонка | 14-е  | 27   |
| Бресно-Озрбли | Спринт               | 4-е   | 13   |

### Сезон2009-2010
| Этап                   | Гонка                | Место | Очки |
| ---------------------- | -------------------- | ----- | ---- |
| Идре                   | Спринт               | 18-е  | 23   |
| Риднаун-Валь-Риданна   | Индивидуальная гонка | 5-е   | 40   |
| Риднаун-Валь-Риданна   | Спринт               | 30-е  | 11   |
| Обертиллиах            | Спринт               | 13-е  | 28   |
| Альтенберг             | Спринт               | 25-е  | 16   |
| Альтенберг             | Гонка преследования  | 21-е  | 20   |
| Нове-Место             | Индивидуальная гонка | 10-е  | 31   |
| Нове-Место             | Спринт               | 26-е  | 15   |
| От-Марьен              | Спринт               | 2-е   | 54   |
| От-Марьен              | Гонка преследования  | 2-е   | 54   |
| Мартелль-Валь-Мартелло | Спринт               | 35-е  | 6    |
| Мартелль-Валь-Мартелло | Гонка преследования  | 33-е  | 8    |

### Сезон2010-2011
| Этап                   | Гонка               | Место | Очки |
| ---------------------- | ------------------- | ----- | ---- |
| Бейтостолен            | Спринт              | 19-е  | 22   |
| Бейтостолен            | Спринт              | 8-е   | 34   |
| Мартелль-Валь-Мартелло | Спринт              | 10-е  | 31   |
| Обертиллиах            | Спринт              | 5-е   | 40   |
| Обертиллиах            | Гонка преследования | 32-е  | 9    |
| Нове-Место             | Спринт              | 14-е  | 27   |
| Альтенберг             | Гонка преследования | 30-е  | 11   |

### Сезон2011-2012
| Этап      | Гонка    | Место | Очки |
| --------- | -------- | ----- | ---- |
| Эстерсунд | Спринт   | 14-е  | 27   |
| От-Марьен | Эстафета | 6-е   | -    |
| От-Марьен | Спринт   | 25-е  | 16   |

### Сезон2012-2013
| Этап                   | Гонка  | Место | Очки |
| ---------------------- | ------ | ----- | ---- |
| Идре                   | Спринт | 1-е   | 60   |
| Идре                   | Спринт | 1-е   | 60   |
| Бейтостолен            | Спринт | 1-е   | 60   |
| Мартелль-Валь-Мартелло | Спринт | 20-е  | 21   |